# Kabinett Müller III (Saarland)
Als Kabinett Müller III wird die saarländische Landesregierung aus CDU, FDP/DPS und Bündnis 90/Die Grünen unter Ministerpräsident Peter Müller (CDU) bezeichnet, die vom 10. November 2009 bis zum 10. August 2011 regierte. Ihr folgte das Kabinett Kramp-Karrenbauer I.

## Koalitionsverhandlungen
Nach den Landtagswahlen vom 30. August 2009 bestanden mehrere Möglichkeiten zur Bildung politischer Koalitionen. So führte der Spitzenkandidat der SPD, Heiko Maas, Sondierungsgespräche mit den Linken und Bündnis 90/Die Grünen mit dem Ziel der Bildung einer rot-rot-grünen Landesregierung unter seiner Führung. Nachdem sich jedoch die Grünen auf einem Landesparteitag am 11. Oktober 2009 für Koalitionsverhandlungen mit CDU und FDP/DPS ausgesprochen hatten, konnte Peter Müller die erste Jamaika-Koalition in Deutschland oberhalb der Kreisebene schmieden. Der Koalitionsvertrag mit dem Titel „Neue Wege für ein modernes Saarland – Den Fortschritt nachhaltig gestalten“ wurde am 5. November 2009 veröffentlicht und auf den Parteitagen der drei Koalitionsparteien beschlossen und am 9. November 2009 unterzeichnet.

## Bildung des Kabinetts
Am 10. November 2009 wurde Peter Müller mit 27 Stimmen vom vierzehnten saarländischen Landtag zum Ministerpräsidenten gewählt. Das Kabinett stützte sich auf eine parlamentarische Mehrheit der Koalition aus CDU, FDP/DPS und Grünen, die 27 von 51 Sitzen im Landtag hatte.
Das folgende Kabinett wurde am selben Tag vereidigt:
| Amt                                                                              | Name                                                                      | Partei     | Partei     |
| -------------------------------------------------------------------------------- | ------------------------------------------------------------------------- | ---------- | ---------- |
| Ministerpräsident                                                                | Peter Müller (bis 9. August 2011)                                         |            | CDU        |
| Stellvertretender Ministerpräsident und Minister für Wirtschaft und Wissenschaft | Christoph Hartmann (ab 9. August 2011, kommissarischer Ministerpräsident) |            | FDP/DPS    |
| Minister für Bundesangelegenheiten, Kultur und Chef der Staatskanzlei            | Karl Rauber                                                               |            | CDU        |
| Minister der Finanzen                                                            | Peter Jacoby                                                              | CDU        |            |
| Minister für Inneres und Europaangelegenheiten                                   | Stephan Toscani                                                           | CDU        |            |
| Ministerin für Arbeit, Familie, Soziales, Prävention und Sport                   | Annegret Kramp-Karrenbauer                                                | CDU        |            |
| Minister für Gesundheit und Verbraucherschutz                                    | Georg Weisweiler                                                          |            | FDP/DPS    |
| Minister für Bildung                                                             | Klaus Kessler                                                             |            | B’90/Grüne |
| Ministerin für Umwelt, Energie und Verkehr                                       | Simone Peter                                                              | B’90/Grüne |            |

## Rücktritt von Peter Müller
Am 22. Januar 2011 gab Müller bekannt, sich im Laufe des Jahres vom Amt des Ministerpräsidenten zurückzuziehen. Als designierte Nachfolgerin wurde Annegret Kramp-Karrenbauer benannt.  Am 2. Mai 2011 einigte sich die Jamaika-Koalition, Kramp-Karrenbauer bei einer Sondersitzung des Landtages am 10. August 2011 zur ersten Ministerpräsidentin des Saarlandes zu wählen.